# Gargi Vachaknavi
Gargi Vachaknavi (nacida alrededor del siglo VII a. C.) fue una filósofa de la antigua India. En la literatura védica, es honorada como una gran filósofa natural o de las ciencias naturales, renombrada exponente del Vedas, y conocida como Brahmavadini, una persona con conocimiento de Brahma Vidya En el Sexto y el octavo Brahmana de Brihadaranyaka Upanishad, su nombre es importante ya que participa en el brahmayajna, un debate filosófico organizado por el Rey Janaka de Videha y allí desafía al sabio Yajnavalkya con preguntas desconcertantes sobre el asunto de atman (alma). También se dice que escribió muchos himnos en el Rigveda. Permaneció soltera y libre toda su vida y fue venerada por los hindúes convencionales.
Gargi, hija de sabio Vachaknu y del linaje del tambión sabio Garga (entre el siglo VIII y el siglo V A.C.), fue nombrada después de su padre como Gargi Vachaknavi. Desde muy joven mostró un gran interés por las escrituras védicas y llegó a ser muy competente en el campo de la filosofía. Fue gran conocedora de los Vedas y los Upanishads en los tiempos véditos y tuvo debates intelectuales con otros filósofos.

## Trayectoria
Desde muy joven, Vachaknavi fue una gran intelectual. Adquirió conocimiento de los Vedas y otras escrituras y se hizo famosa por su habilidad en estos campos de la filosofía, incluso superando a otros hombres en su campo de conocimiento.
Junto con Vadava Pratitheyi y Sulabha Maitreyi es una de las figuras femeninas más relevantes de los Upanishads. Era tan conocedora de los Vedas y Upanishads como el resto de las figuras masculinas védicas coetáneas y competía en igualdad de condiciones intelectuales con el resto hombres en debates. Su nombre aparece en los Grihya Sutras de Asvalayana. Trabajó en el despertar de su Kundalini (energía espiritual intangible), siendo consciente de su alma. Fue una destacada erudita que realizó contribuciones a la propagación de la educación.  

## Debate con Yajnavalkya
Según Brihadaranyaka Upanishad, el rey Janaka del reino de Videha celebró un Rajasuya Yagna e invitó a todos los sabios eruditos, reyes y princesas de la India a participar. El yagna duró varios días, cantidades grandes de sándalo, ghee (mantequilla clarificada) y cebada (grano de cereal) se ofrecieron al fuego de Yagna, creando una atmósfera de santidad, espiritualidad y fragancias. 
El propio Janaka, quedó impresionado con la gran cantidad de sabios eruditos allí reunidos y pensó en seleccionar a uno del grupo allí reunido, buscaba a aquel que tuviera el conocimiento más profundo sobre Brahman. Para ello, confeccionó un plan y ofreció un premio de 1.000 vacas, cada una de ellas con 10 gramos de oro en sus cuernos. El grupo de élite de los eruditos, incluía entre otros, el sabio y renombrado Yajnavalkya y a Gargi Vachaknavi. Yajnavalkya, que era consciente de que era el más experto espiritual de los asistentes, ya que dominaba el arte del Kundalini Yoga, ordenó a su discípulo Samsrava que dirigiera la manada de vacas a su casa. Esto enfureció al resto de los asistentes ya que sentían que se había apropiado del premio sin realizar ni siquiera el debate. Algunos de los expertos locales (eruditos) no se ofrecieron como voluntarios para debatir con él, ya que no estaban seguros de su conocimiento. Sin embargo, había ocho sabios de renombre que lo desafiaron a un debate, incluida Gargi, la única dama en la reunión de los eruditos.
Sabios como Asvala, el sacerdote de la corte de Janaka, Artabhaga, Bhujyu, Ushasta y Uddalaka debatieron con él y le hicieron preguntas sobre temas filosóficos a las que Yajnavalkya dio respuestas convincentes y perdieron el debate. Fue entonces cuando le tocó a Gargi aceptar el reto y como una de los participantes en el debate, cuestionó a Yajnavalkya sobre su afirmación de superioridad entre los eruditos. Ella tuvo repetidas discusiones con él.  El intercambio de Gargi y Yajnavalkya se centró en la última "urdimbre" de la realidad ("urdimbre" significa "el fundamento básico o material de una estructura o entidad"). Su diálogo inicial con Yajnavalkya tendió a ser demasiado metafísico, como el estado interminable del alma, lejos de las situaciones prácticas. Luego cambió su enfoque y le hizo preguntas relacionadas con el medio ambiente existente en el mundo, la cuestión del origen de toda existencia. Su pregunta fue específica cuando le preguntó "ya que todo este mundo está tejido de un lado a otro sobre el agua, sobre qué está entonces tejido", una pregunta que se relacionaba con la metáfora cosmológica comúnmente conocida como la unidad del mundo, y su interconexión esencial. En el Upanishad Brihadaranyaka (3.6), la secuencia de sus preguntas a Yajnavalkya y sus respuestas se narra como:
En el aire, Gargi.
¿Que entonces, teje el aire de un lado a otro? En las regiones intermedias, Gargi.
En qué, entonces, están entretejidos los mundos de las regiones intermedias.
En los mundos de los Gandharvas, Gargi
Continuó con una serie de preguntas sobre cómo era el universo de los soles, qué era la luna, las estrellas, los dioses, Indra y Prajapati. Gargi continuó con dos preguntas más. Gargi instó a Yajnavalkya a que la iluminara sobre el tejido de la realidad y le preguntó:
"Yajnavalkya, ¿eso que está arriba del cielo, eso que está debajo de la tierra, eso que está entre estos dos, cielo y tierra, eso que la gente llama el pasado y el presente y el futuro , eso a través de lo que es tejido, eso es la urdimbre y trama?"
Yagnavalakaya respondió: "Eso es el Espacio" 

Gargi no estaba satisfecha y entonces propuso la siguiente cuestión:
A través de lo que luego se ora, ¿se teje el espacio, la urdimbre y la trama?
Contestó Yajnavalkya: "En verdad Gargi, si uno realiza sacrificios y adoraciones y experimenta austeridad en este mundo durante muchos miles de años, pero sin saber que lo imperecedero, lo limitado, es en verdad la obra suya, a través de eso imperecedero que es lo invisible, llegará a entender que es el tejido espacial, la urdimbre y la trama."
Entonces ella hizo una pregunta final, sobre lo que era Brahman (el mundo de lo imperecedero) y Yagnavalakya puso fin al debate diciéndole a Gargi que no siguiera adelante porque, de lo contrario, perdería el equilibrio mental. Esta respuesta puso fin a su diálogo posterior en la conferencia de los eruditos. Sin embargo, al final del debate ella reconoció un conocimiento superior a Yajnavalkya diciendo: "venerables brahmanes, pueden considerar que hacen una gran labor si se inclinan ante él. Nadie, creo, lo derrotará en ningún argumento concerniente a Brahman." 